# Czosnek dziwny
Czosnek dziwny (Allium paradoxum (M.Bieb.) G.Don) – gatunek byliny należący do rodziny amarylkowatych (Amaryllidaceae). Występuje naturalnie na obszarze od Kaukazu aż po Iran. Podawany jest także z Azji Środkowej (góry Turkmenistanu). Gatunek ten został introdukowany w Szwajcarii i w południowych Niemczech. W Polsce utrzymuje się zdziczały w rezerwacie „Grądowe Zbocze”, gdzie szereg osobliwości florystycznych na przełomie XIX i XX w. wprowadził botanik, właściciel majątku i pasjonat introdukcji egzotów – Friedrich Carl Hermann Paeske.

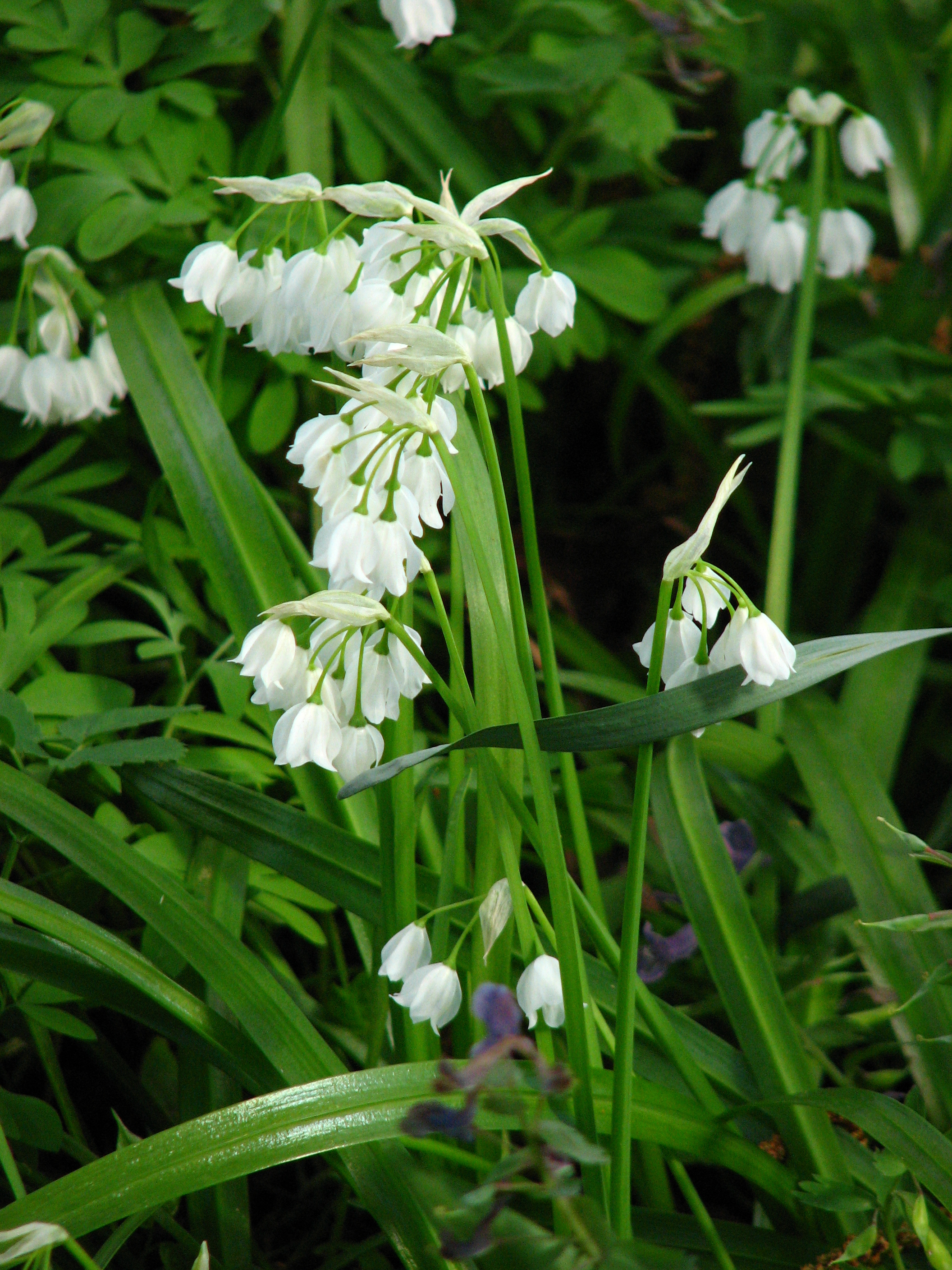
Rośliny odmiany normale

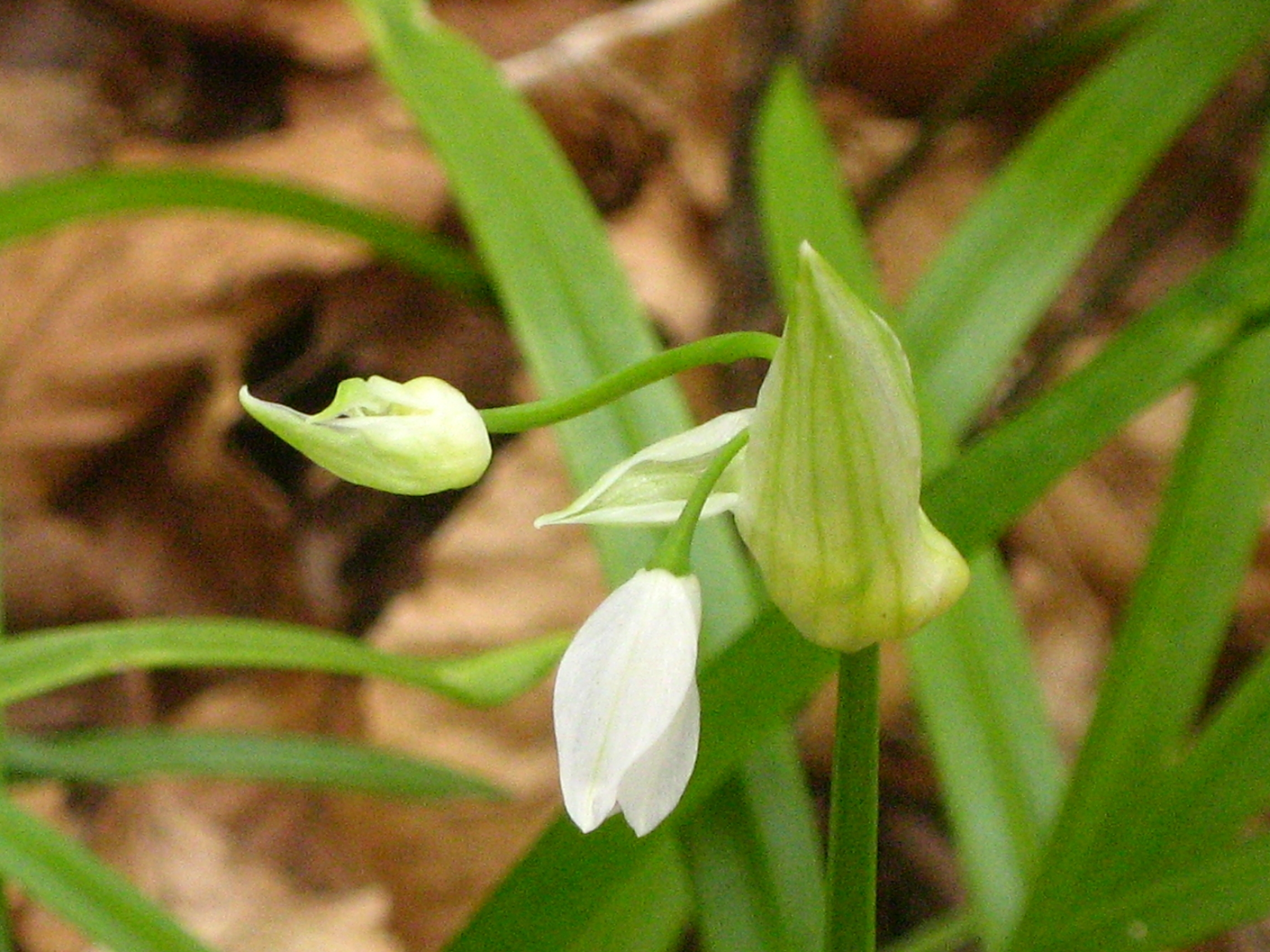
Kwiatostan odmiany typowej paradoxum

## Morfologia
CebulaMają kulisty kształt. Osiągają średnicę prawie 1 cm. Warstwa zewnętrzna jest błoniasta i czarno-szara.
ŁodygaGłąbik dorastający 20–30 wysokości, ma średnicę około 1 cm, jest trójkanciasty.
LiściePojedyncze, lancetowate, zwykle odgięte, u nasady zwężające się. Dorastają do około 20 cm (czasem 30 cm) długości i do 2,5 cm szerokości. Mają wyraźną linię grzbietową.
KwiatyZebrane w baldachy liczące u odmiany normale zwykle od 2 do 5, rzadziej do 10 kwiatów, pozbawione cebulek, u odmiany paradoxum posiadający cebulki za to tylko z 1 kwiatem lub bez kwiatów. Kwiatostan wsparty jest dwoma podsadkami o długości do 2,5 cm. Kwiaty wyrastają na szypułkach osiągających od 2 do 4,5 cm. Okwiat ma szerokodzwonkowaty kształt. Jego listki są białe z niewyraźną, zieloną centralną wiązką przewodzącą. Osiągają do 12 mm długości i 6 mm szerokości. Pręciki są krótsze od okwiatu, zrośnięte u nasady. Słupek zakończony jest 3-łatkowym znamieniem.
OwoceTorebki o długości 5 mm.

## Odmiany
Wyróżnia się dwie odmiany różniące się budową kwiatostanu:
- var. normale Stearn – kwiatostan z licznymi kwiatami, bez cebulek,
- var. paradoxum – kwiatostan z licznymi cebulkami (do 20[11]), bez kwiatów lub z jednym kwiatem.

## Biologia i ekologia
Naturalnymi siedliskami są cieniste miejsca w lasach. Rośnie w górach do wysokości 2300 m n.p.m. Kwitnie na przełomie kwietnia i maja (przez około 20 dni). 

## Zastosowanie i uprawa
Roślina uprawiana w ogrodach skalnych, zalecana do sadzenia pod drzewami. Problemem w uprawie może być jej inwazyjność. Roślina rozmnażana wegetatywnie za pomocą cebul potomnych powstających co roku w liczbie 3–4 przy każdej roślinie.